# KazSat 3
KazSat 3 ist ein kommerzieller Kommunikationssatellit aus der KazSat-Baureihe.
Er wurde am 28. April 2014 mit einer Proton-M/Bris-M-Trägerrakete vom Raketenstartplatz Baikonur zusammen mit Lutsch-5W in eine geostationäre Umlaufbahn gebracht. Er soll im Tandem mit KazSat 2 arbeiten.
Die erste Phase einer Ausschreibung für die Entwicklung von KazSat 3 wurde im Januar 2011 abgeschlossen. Nach kasachischen Behördenangaben gab es Angebote aus Frankreich, Deutschland, Japan, Russland, USA, Israel und Indien das Raumfahrzeug zu entwickeln.
Während der Pariser Luftfahrtschau in Le Bourget am 20. Juni 2011 wurde eine Vereinbarung über den Bau des KazSat-3-Satelliten mit der russischen Firma ISS Reschentnjow unterzeichnet. Die Kommunikationsnutzlast lieferte Thales Alenia Space.
Der dreiachsenstabilisierte Satellit ist mit 28 Ku-Band-Transpondern ausgerüstet und soll von der Position 58,5° Ost aus Kasachstan mit Telekommunikationsdienstleistungen versorgen. Er bietet 5,5 Kilowatt Leistung für seine Nutzlast. Er wurde auf Basis des Satellitenbus Ekspress-1000NTA der ISS Reschentnjow gebaut und besitzt eine geplante Lebensdauer von 15 Jahren.